# Spencer, Tennessee
Spencer är administrativ huvudort i Van Buren County i Tennessee. Enligt 2020 års folkräkning hade Spencer 1 462 invånare.